# A Bleach halálisteneinek listája
Ez a lista a Bleach című anime- és mangasorozat halálisteneinek (死神; Hepburn: shinigami) felsorolását tartalmazza.

## Általános tulajdonságok
Minden osztagnak van egyfajta irányelve, amit az aktuális kapitány határoz meg. Nem tudni az összes osztagról, hogy milyen irányelveket követ.
- 2. osztag – A második osztag szorosan együttműködik a Titkos Alakulattal, mivel a kapitányuk egyben annak vezetője is.
- 4. osztag – A negyedik osztag fő feladata a gyógyítás. Ha van rá mód, kerülik az összetűzéseket.
- 6. osztag – Nincs különleges feladatuk, azonban egyfajta mintaként szolgálnak a többi halálisten számára, és nagyon szigorúan betartják és betartatják a szabályokat.
- 9. osztag – Ők felelősek a rendvédelemért, emellett a művészeteket és a kultúrát is óvják.
- 11. osztag – Arról ismert, hogy a tagjai mind harcmániások. Leginkább a kardforgatást részesítik előnyben, a mágia alapú kardok tabunak számítanak. Az osztag kapitánya szokta a Kenpacsi nevet kapni.
- 12. osztag – Ebből az osztagból hozta létre Kiszuke Urahara a Kutatási és Fejlesztési Részleget, így azzal szorosan együttműködik.

Valamennyi osztag előképe a való életben létező japán kardforgató csapat, a Sinszengumi, a kapitányok és az osztagok esetében felismerhető, hogy róluk mintázták.
Ezeken kívül létezik még néhány a 13 Védelmi Osztagtól független katonai erő is:
- A Kidó hadtest (鬼道衆; Kidósú; Hepburn: Kidōshū?) a kidó, azaz a mágia használatára specializálódott. A tagjai inkább használnak kidót, mint lélekölő kardot.
- A Titkos Alakulat (隠密機動; Onmicukidó; Hepburn: Onmitsukidō?; szó szerinti fordításban „titkos mozgó alakulat”) feladata többek között a felderítés, kémkedés és a potenciálisan veszélyes halálistenek elfogása és bebörtönzése.
- A 0. osztag (王属特務; Ózokutokuku; Hepburn: Ōzokutokumu?; más néven „Királyi Testőrség”) tagjai korábbi kapitányok, akiknek fő feladatuk a Lelkek Királyának védelme, aki a Lelkek Világának névleges uralkodója.

A kapitányok vezetik az osztagokat, a főkapitány pedig az első osztagot és a 13 osztagot egyszerre. Ahhoz, hogy valaki kapitány lehessen, a halálisteni képességek és harci taktikák szakavatott mesterévé kell válnia, és az osztagának, de legalább a kapitányoknak is jóvá kell ezt hagynia. Három módja van a kapitánnyá válásnak.
1. Egy alkalmassági teszten kell részt venni, amelynek feltétele, hogy az illető képes legyen egy bankai bemutatására. Korábban szinte kizárólag ezt a módszert alkalmazták. Legalább három kapitánynak és a főkapitánynak kell jelen lennie a próbatételkor.
2. Legalább hat kapitány ajánlásával, és a fennmaradó hétből legalább három egyetértésével.
3. Ha egy az egy ellen megmérkőzik az illető egy kapitánnyal és legyőzi őt, legalább 200 szemtanú jelenlétében.Egyedül Zaraki Kenpacsi és Kigandzsó Kenpacsi ismert arról, hogy ezt képes volt véghezvinni.

A kapitányokat hadnagyok segítik, rang szerint ők a következők a sorban. Ha egy kapitány meghal, eltűnik, vagy bármilyen más okból nem tudja ellátni feladatát, a hadnagy lép a helyére addig, amíg meg nem választják az új kapitányt. A hadnagyok alatt harmadiktól huszadik rangig találhatóak a tisztek. Tízig a pozíciót egy személy tölti be, az alatt általában csoportok. A magasabb rangúak adott esetben saját csapatokat alakíthatnak.

## 1. osztag

### Jamamoto Genrjúszai Sigekuni
Jamamoto Genrjúszai Sigekuni (山本元柳斎 重國; Hepburn: Genryūsai Shigekuni Yamamoto) a 13 védelmi osztag főkapitánya volt, mivel ő volt a legidősebb a halálistenek között. Hosszú, szürke szakálla és bölcsességet sugárzó szemei mellett több heget és sebhelyet is láthattunk a testén, melyek a múlt csatáinak keménységét tükrözik. A történetben legelőször akkor láthatjuk harcolni, amikor Icsigoék meg akarták szöktetni Rukiát. Kijoraku és Ukitake kapitánnyal kellett megküzdenie, akik egykoron a tanítványai voltak, nagy harcra azonban végül nem került sor. Ő alapította a Halálisten Akadémiát, ezer évvel a Bleach történéseit megelőzően. Ekkor szállt szembe Yhwach-hal is először, akit nem sikerült legyőznie. Yhwach visszatérésekor ellopta a bankai-át, majd végzett vele.
Általános adatok:
- Születésnap: január 21.
- Magassága: 168 cm
- Testsúlya: 52 kg
- Első megjelenése: 24. epizód az animében/10. kötet 81. fejezet a mangában.

Zanpakutó: Lángzuhatag (流刃若火; Rjúdzsin Dzsakka; Hepburn: Ryūjin Jakka)
Sikai: Hanvaszd izzó zsarátnokká a világmindenséget, pusztíts Lángzuhatag! (万象一切灰燼と為せ 流刃若火; Bansó isszai, kaidzsin to naze, Rjúdzsin Dzsakka; Hepburn: Banshō issai, kaijin to naze, Ryuujin Jakka!)
A penge tűzzé változik, amit egyszerű fegyverek nem képesek megállítani. Lángzuhatag a legöregebb és legerősebb tűz típusú lélekölő kard, aminek erejétől még Aizen is tartott. A sikainak három technikája ismert.
Lángoló Erőd (城郭炎上; Dzsókaku Endzsó; Hepburn: Jōkaku Enjō): Ez a technika létrehoz egy hatalmas tűzfalat, ami körbeveszi az ellenséget. Ebből kiszabadulni rendkívül nehéz, hiszen képes volt huzamosabb időre csapdába ejteni három, kapitány szintű halálistent.
Fáklya (松明; Taimacu; Hepburn: Taimatsu): A kard egyszeri, gyors előrántásával egy hatalmas tűzhullámot hoz létre, mely felperzsel mindent ami az útjába kerül.
Pokol Lángjai (炎熱地獄; Ennecu Dzsigoku; Hepburn: Ennetsu Jigoku): A kijelölt terület körül lángoszlopok törnek fel ezzel megakadályozva, hogy az ellenség elmeneküljön. Végül a körön belül mindent nyomtalanul elemésztetnek a lángok, ellenséget és szövetségest is egyaránt.
Bankai: Zanka no Tacsi (残火の太刀; Hepburn: Zanka no Tachi; jelentése „martalékok hosszú kardja”): A penge magába zárja az összes lángot amitől az látszólag elszenesedik. Bármi amihez a kard hozzáér azonnal hamuvá lesz. A bankait a főparancsnok nem szívesen használja a hatalmas ereje miatt. Amikor a Tiszta Lelkek Városában előhívta, elpárolgott az összes víz a városból. Unohana kapitány szerint, ha túl sokáig használná a bankait, azzal az egész Lelkek Világát elpusztítaná a főparancsnok. A bankainak négy formája ismert.
Zanka no Tacsi - Higasi: Kjokudzsicudzsin (残火の太刀･東　旭日刃; Hepburn: Zanka no Tachi - Higashi: Kyokujitsujin; jelentése „Martalékok hosszú kardja - Kelet: A felkelő Nap pengéje”): Az összes láng a penge köré gyűlik, elpusztítva mindent, amihez hozzáér.
Zanka no Tacsi - Nisi: Zandzsicu Gokui (残火の太刀･西　残日獄衣; Hepburn: Zanka no Tachi - Nishi: Zanjitsu Gokui; jelentése „Martalékok hosszú kardja - Nyugat: A lenyugvó Nap börtöne”): Jamamoto a testét lángokkal veszi körül, elérve 15 millió fokot.
Zanka no Tacsi - Minami: Kakadzsúman Okusi Daiszódzsin (残火の太刀･南　火火十万億死大葬陣; Hepburn: Zanka no Tachi - Minami: Kakajūman Okushi Daisoujin; jelentése „Martalékok hosszú kardja - Dél: A tűz által eltemettett hatalmas sereg”): Feltámasztja az elégetett és eltemetett nagyjából százezer halottat, akik a penge lángoló állapotában pusztultak el.
Zanka no Tacsi - Kita: Tencsi Kaidzsin (残火の太刀・北 天地灰燼; Hepburn: Zanka no Tachi - Kita: Tenchi Kaijin; jelentése „Martalékok hosszú kardja - Észak: Ég és föld hamuja”): Egy erős támadás, egy csapásra elhamvaszt mindent.
- Japán szinkronhang: Cukada Maszaki (2004-2012), Takaoka Binbin (2022)
- Angol szinkronhang: Bob Johnson
- Magyar szinkronhang: Kajtár Róbert

### Szaszakibe Csódzsiró
Szaszakibe volt a legidősebb hadnagy, Jamamoto főkapitány alatt szolgált annak életében. Annyira tisztelte kapitányát, hogy bár előbb szerezte meg a bankai-ját, mint Jamamoto kedvenc tanítványai, hűsége miatt sosem kívánt kapitány lenni, és sohasem használta képességét. Az egyetlen halálisten volt, aki nem harcolt Karakura városában, mivel ő volt, aki a védőpajzsot generálva fenntartotta az ál-Karakura illúzióját. A Wandenreich támadásakor vesztette életét, Driscolli Berci Sternritter által, aki a bankai-ját is ellopta és Jamamoto ellen is megpróbálta bevetni.
Általános adatok:
- Születésnap: november 4.
- Magassága: 179 cm
- Testsúlya: 66 kg
- Első megjelenése: 30. epizód az animében/10. kötet 83. fejezet a mangában.

Zanpakutó: Könyörtelen ("Gonrjómaru")
Sikai: "Döfd le!"
Alakja egy vívókardra hasonlít, mely forgatója elszánt személyiség tükrözi.
Bankai: Könyörtelen lelkek ragyogó palotája ("Kókó Gonrjó Rikyjú")
Képessége, hogy irányítja az időjárást. Mikor aktiválja, az égen számtalan villám jelenik meg, amik a kard fölött kupolát alkotnak, majd lesújtanak az ellenfélre.
- Japán szinkronhang: Jamagucsi Taro
- Angol szinkronhang: Michael McConnohie
- Magyar szinkronhang:

### Kjóraku Sunszui
Eredetileg a 8. osztag kapitánya, egy lusta szoknyapecér, aki szeret inni és szórakozni. Rózsaszín virágmintás köpenyében igencsak feltűnő egyéniség. A legelső kapitányok közé tartozik, legjobb barátja Ukitake Dzsúsiró. Hadnagya Isze Nanao volt a 8. osztagnál, ő noszogatta a kapitányt, ha valami munka akadt. Az egyetlen a halálistenek között, aki kissé tiszteletlenül Jama bának (山じい – Jama-dzsii) nevezte a főkapitányt. Annak ellenére, hogy meglehetősen vicces figura, nagyon erős, és bár békeszerető, ha kihozzák a sodrából, könnyen támadásba lendül. A Wandenreich támadásakor jobb szemét kiszúrták, attól kezdve szemkötőt hord. Jamamoto halálát követően ő lett a halálistenek főkapitánya, és két hadnagyot is maga mellé vett: Nanaót és Okikiba Gensirót.
Általános adatok:
- Születésnap: július 11.
- Magassága: 192 cm
- Testsúlya: 87 kg
- Első megjelenése: 24. epizód az animében/10. kötet 81. fejezet a mangában.

Zanpakutó: Égvirág démona ("Katen Kjókocu")
Sikai: " A virágförgetegben sírnak az istenek, ha tombol a vihar, démonok nevetnek!"
Képessége: A gyerekek játékához hasonló. Az első technikája a bushogoma – ezzel a támadással egy Icsigo Égmetsző Holdagyarjához hasonló, bár annál gyengébb lövedéket lő ki, mely búgócsiga módjára röpül az ellensége felé. A második technika a takeoni: ebben a játékban csak az tud támadni, aki magasabban van. A harmadik technika a kageoni: itt csak az tud találatot bevinni, aki a másik árnyékában áll. Kageonival mások árnyékába tud beleolvadni, és ha ellenfele árnyékát megszúrja a kardjával, akkor ellenfele is megsebesül. Az utolsó ismert játék az iro oni. Ebben a támadónak mondania kell egy színt és csak ott tud sebet ejteni az ellenfelén, ami ilyen színű. Azonban a támadás ereje függ attól, hogy a támadó félen mekkora felület rendelkezik a kimondott színnel. Égvirág démona egyike a páros lélekölő kardoknak, így az egész Lelkek Világában egyedülálló. A másik ilyen típusú kard Ukitake kapitány birtokában van.
Bankai: Nem ismert, de a Coyote Stark elleni harcban már majdnem használta azt. Ukitake azonban ekkor figyelmeztette, hogy ne használja ott, ahol mások is megláthatják.
- Japán szinkronhang: Ócuka Akio
- Angol szinkronhang: Steve Kramer
- Magyar szinkronhang: Láng Balázs

### Isze Nanao
Nanao eredetileg a 8. osztag hadnagya, kissé könyvmoly típusú nő. Mivel kapitánya, Kjóraku sokat henyél, Nanao rázza fel őt, hogy dolgozzon végre. A Wandenreich támadása után átkerül az 1. osztagba, és továbbra is Kjóraku hadnagya marad, mégpedig azért, mert járatos a kötésekben, és a támadók visszaverésében igen nagy hasznát veszik.
Általános adatok:
- Születésnap: július 7.
- Magassága: 164 cm
- Testsúlya: 48 kg
- Első megjelenése: 36. epizód az animében/12. kötet 102. fejezet a mangában.

Zanpakutó: Nem ismert, gyakorlatilag nem is igen látható lélekölő karddal.
Sikai: Nem ismert.
Bankai: Nincs.
- Japán szinkronhang: Nabatame Hitomi
- Angol szinkronhang: Kate Higgins
- Magyar szinkronhang: Oláh Orsolya

### Okikiba Gensiró
Eredetileg az 1. osztag harmadik tisztje volt, de Jamamoto halála után előléptették hadnaggyá.

### Kiszaragi Sinecu
Amagaj Súszuke apja volt, kizárólag az animében szerepel. Miután a Negyvenhatok Tanácsa megtagadta Jamamoto főkapitány kérését, és nem vizsgálták ki a Kaszumiódzsi klán fegyverkészítési praktikáit, Jamamoto őt küldte el, hogy járjon ennek utána. Ők azonban elfogták, és egy fegyvert rögzítve hozzá arra kényszerítették, hogy vívjon meg azokkal, akik küldték. Jamamoto nem tehetett mást, meg kellett őt ölnie.

## 2. osztag

### Sihóin Joruicsi
Joruicsit a történet kezdetén egy fekete macskaként ismerhetjük meg, aki később felfedi igazi alakját: egy nő, hosszú lila hajjal és aranyszínű szemekkel. A 2. osztag kapitánya és a Titkos Hadtest parancsnoka volt – elmondása szerint – 100 évvel ezelőtt, de mindent feladott, hogy segíthessen Uraharának és a Vaizardoknak megszökni a Lelkek Világából a Földre. Nagyon jó barátságban van Urahara Kiszukével, gyakran látogatja meg őt az Élők Világában. Joruicsi egy nagyon harcos természetű nő, aki a legendás Sihoin család tagja. Beceneve – a Villámléptű – utal arra, hogy ő az egyik leggyorsabb halálisten.
Általános adatok:
- Születésnap: január 1.
- Magassága: 156 cm
- Testsúlya: 42 kg
- Első megjelenése: 15. epizód az animében/6. kötet 51. fejezet a mangában.

Zanpakutó: Nem ismert.
Sikai: Nem ismert.
Bankai: Nem ismert.
- Japán szinkronhang: Jukino Szacuki (Szajto Siro – macskaalak)
- Angol szinkronhang: Wendee Lee (Terrence Stone – macskaalak)
- Magyar szinkronhang: Kiss Anikó (Forgács Gábor – macskaalak)

### Szoifon
Szoifon a 2. osztag kapitánya. Kissé elüt a többi halálistentől, ugyanis a többiek japán neve helyett az övé kínai. Fekete haja és szürke szeme van, harcos természetű lány. Gyerekkorától fogva Joruicsi volt a mestere, aki – miután eltűnt – nagy csalódást okozott Szoifonnak, de később egy harcban rendezték nézeteltérésüket.
Általános adatok:
- Születésnap: február 11.
- Magassága: 150 cm
- Testsúlya: 38 kg
- Első megjelenése: 24. epizód az animében/10. kötet 81. fejezet a mangában.

Zanpakutó: Gyilkos darázs ("Szuzumebacsi")
Sikai: "Döfd belé a fullánkodat!"
Kard helyett egy darázs fullánkjára emlékeztető ujjvédő jelenik meg Szoifon középső ujján, amivel ha kétszer ugyanazon a helyen találja el az ellenségét, akkor az azonnal meghal.
Bankai: Lódarázs Villám Fullánkja ("Dzsakuhó Raikóben")
Egy hatalmas darázsfullánkra hasonlít. Szoifon nem szereti használni, mert túl nagy, hogy elrejtse, túl nagy, hogy mozgassa és túl látványos a támadása, hogy merényletet kövessen el. Támadáskor egy rakétát lő vele az ellenségre.
- Japán szinkronhang: Kavakami Tomoko (24 – 182. epizódig), Kuvasima Hóko (206. epizódtól)
- Angol szinkronhang: Karen Strassman
- Magyar szinkronhang: F. Nagy Erika

### Ómaeda Marecsijo
A 2. osztag hadnagya, egy arrogáns és nagydarab halálisten. Gyakran látjuk evés közben, ami az egyik kedvenc elfoglaltsága.
Általános adatok:
- Születésnap: május 5.
- Magassága: 210 cm
- Testsúlya: 151 kg
- Első megjelenése: 30. epizód az animében/10. kötet 83. fejezet a mangában.

Zanpakutó: Ötszögfejű ("Gegecuburi")
Sikai: "Zúzd össze!"
Egy buzogány formájában jelenik meg, amely egy lánccal a markolathoz van rögzítve.
Bankai: Nincs.
- Japán szinkronhang: Kasi Sóto
- Angol szinkronhang: Lex Lang
- Magyar szinkronhang: Fekete Zoltán

## 3. osztag

### Otoribasi "Rose" Ródzsuró
Kiszuke Urahara kapitányi kinevezése előtt (tehát 110 évvel a sztori eseményeit megelőzően) ő volt a 3. osztag kapitánya. Hosszú, szőke, göndör haja volt, és szerette a zenét. Miután Aizen kísérletei miatt Vaizarddá vált, száműzték a Lelkek Világából, de Aizen legyőzését követően megengedték neki, hogy visszatérjen, és így Icsimaru Gin megüresedett helyén újra ő lett a 3. osztag kapitánya. A Wandenreich első támadása után Gremmy Thoumeaux megölte őt, majd Giselle Gewelle élőhalottként feltámasztotta. Kurocusi Majuri a teste feletti irányítást megszerezve arra használta fel őt, hogy megvédje vele a Lelkek Világát.
Zanpakutó: Kinsara
Shikai: Izajoi Bara
Bankai: Kinsara Butódan

### Iba Csikane
Otoribasi Ródzsuró hadnagya volt az első kapitánysága alatt. Iba Tecuzaemon anyja, aki jelenleg a 7. osztag hadnagya.

### Icsimaru Gin
Gin a Bleach legelején a 3. osztag kapitánya volt. Icsimarut különleges kapcsolat fűzi Macumoto Rangikuhoz, a 10. osztag hadnagyához. Gin egyszer megmentette az akkor még kislány Rangiku életét, s ő az egyetlen, akivel jó a viszonya. Gin azonban a rossz oldalon áll, Aizen parancsait teljesíti, ha kell, akárkit megöl. Sok-sok évvel ezelőtt segített Aizennek lidérccé alakítani kapitányokat és hadnagyokat (végül ők lettek a vaizardok.) A történet folyamán kiderül, hogy maradt benne egy kis emberség is, mert megpróbálja megvédeni Macumotot Aizentől, aki így – mivel ellenszegül neki – megöli őt. Szemét a sorozat során szinte soha nem láthatjuk, lévén egyfolytában hunyorítva néz.
Általános adatok:
- Születésnap: szeptember 10.
- Magassága: 185 cm
- Testsúlya: 69 kg
- Első megjelenése: 20. epizód az animében/8. kötet 65. fejezet a mangában.

Zanpakutó: Szent kard ("Sinsó")
Shikai: "Gyilkolj, Szent Kard!"
A kard 500 kardhosszra képes megnyúlni, elérve ezzel a legtávolabbi ellenséget is.
Bankai: "Istenölő lándzsa!" ("Kamisini no Jari")
Először azt állította, hogy kardja 13 km-re képes megnyúlni és ez a leggyorsabb is mindegyik lélekölő kard közül. Később azonban kiderül, hogy nem olyan gyors, mint állítja és nem is olyan hosszú. Igazi ereje abban rejlik, hogy a támadás megkezdése előtt kardja szilánkokra bomlik, amiből ha egy darabot az ellenség testében hagy, akkor az meghal.
- Japán szinkronhang: Jusza Kódzsi
- Angol szinkronhang: Doug Erholtz
- Magyar szinkronhang: Rába Roland

### Kira Izuru
A 3. osztag hadnagya volt, aki nem volt túl határozott, de mindig a jó szándék vezérelte. Szőke haja és kék szeme volt, jó barátságot ápolt Abarai Rendzsivel és Hinamori Momoval. A Wandenreich támadása során Bazz-B végzett vele.
Általános adatok:
- Születésnap: március 27.
- Magassága: 173 cm
- Testsúlya: 56 kg
- Első megjelenése: 21. epizód az animében/10. kötet 83. fejezet a mangában.

Zanpakutó: Nyomorult ("Vabiszuke")
Sikai: "Görnyedj hétrét!"
A kard tulajdonsága, hogy ha valamihez hozzáér annak a súlya megduplázódik minden egyes érintéskor. Alakjában egy sétabothoz hasonlít, mivel a kard vége 90 fokos szögben meghajlik.
Bankai: Nincs.
- Japán szinkronhang: Szakuraj Takahiro
- Angol szinkronhang: Grant George
- Magyar szinkronhang: 1. Czető Roland, 2. Kováts Dániel

### Togakusi Riku
A 3. osztag 3. tisztje volt. Amikor a Wandenreich megtámadta a Lelkek Világát, arra ösztönözte a társait, hogy a shikai-jukat használva szálljanak szembe a betolakodókkal. Végül Bazz-B vele is végzett.
Zanpakutó: Shunjin

### Gori Takecuna
A 3. osztag 5. tisztje volt. Megpróbált szembeszállni Bazz-B-vel a Wandenreich inváziójakor, használva a shikai-t, de levágták.
Zanpakutó: Mogaribue

### Katakura Aszuka
A 3. osztag 6. tisztje volt. Megpróbált szembeszállni Bazz-B-vel a Wandenreich inváziójakor, használva a shikai-t, de levágták.
Zanpakutó: Katakage

### Amagaj Súszuke
Kizárólag az animében volt látható. A 3. osztag új kapitányaként mutatták be, mint egy ápolatlan, laza, és az alkoholt nem igazán toleráló fickót. Mivel egész addigi életét távol töltötte a Lelkek Világától egy felfedezőosztag élén, ezért az osztagának a tagjai bizalmatlansággal vegyes gyanakvással fogadják kinevezését. Eleinte minden erejével próbálja magát elfogadtatni az osztagával és elnyerni a bizalmukat. Később aztán kiderül, hogy más célok is vezérlik őt: Jamamoto főkapitánnyal akar összecsapni, hogy megbosszulja az apja halálát. Végül Icsigóval küzd meg, és amikor rájön, hogy az apja halálával kapcsolatban mindvégig tévedésben volt, öngyilkos lesz.
Zanpakutó: Raika
Shikai: Techikire
Bankai: Raika Góen Kaku

### Kibune Makoto
A 3. osztag 3. tisztje volt Amagaj Súszuke alatt. Barna haja és lilás árnyalatú szemüvege van. Bár barátságos az osztag tagjaival szemben, a kudarcot nagyon nehezen viseli el, még tőlük is. Korábban ő is a felderítő osztag tagja volt, mert együttműködési nehézségei voltak a társaival. Miután, akárcsak a kapitánya, ő is szert tesz egy bakkotó fegyverre, és Kumoi Gyókaku szolgájává válik. Pusztításba kezd a Lelkek Világában, megrészegülve a hatalmától, ezért Kira végez vele.

## 4. osztag

### Unohana Recu
Unohana volt a 4. osztag kapitánya a történet kezdetétől, osztagának feladata a gyógyítás. Egy nagyon kedves és fiatal nő, kék szemmel és fekete hajjal rendelkezik. Jamamoto főkapitány, Ukitake és Kjóraku után ő az egyik legidősebb kapitány. Ő volt az első "Kenpacsi". Jelenlegi természetével homlokegyenest ellentétben áll korábbi énje, ugyanis kapitánnyá válása előtt egy ördögi természetű és vérszomjas harcos volt. Kiművelte magát a harcművészetek minden ágában, és önmagát Unohana Jacsirunak nevezte. Furcsamód amint kapitány lett, teljesen felhagyott ezzel a viselkedéssel, és gyakorlatilag harcolni se harcolt ezután, hanem a gyógyítás művészetének élt. A Wandenreich támadását követően az életben maradt halálistenek fontos feladatnak tartották, hogy Zaraki Kenpacsi is megtudja végre a lélekölő kardja nevét, hogy elsajátíthassa a komolyabb technikákat. Ezért Unohanára, mint az első Kenpacsira várt a feladat, hogy addig tréningezze őt, míg ez nem sikerül. Az összecsapás végén Zaraki végül megöli őt, aki végre megtudja a kardja nevét is.
Általános adatok:
- Születésnap: április 21.
- Magassága: 159 cm
- Testsúlya: 45 kg
- Első megjelenése: 24. epizód az animében/10. kötet 81. fejezet a mangában.

Zanpakutó: Húsnyelő ("Minazuki")
Sikai: Húsnyelő egy rájához hasonlító lény, aki ha "lenyeli" a sérülteket, képes meggyógyítani őket.
Bankai: "Minazuki", a kard pengéjéből sűrű, olajszerű anyag válik ki.
- Japán szinkronhang: Hiszakava Aja
- Angol szinkronhang: Kate Higgins
- Magyar szinkronhang: Bertalan Ágnes

### Jamada Szejnoszuke
A 4. osztag hadnagya volt a 110 évvel ezelőtti események során. Jamada Hanataro bátyja. Bár sok információ nem derült eddig ki róla, annyi bizonyos, hogy igazi rosszfiú volt, és ismeretlen időpontban elhagyta az osztagot. Kapitánya iránt nagy tisztelettel volt.

### Kotecu Iszane
A 4. osztag hadnagya, nővére a 13. osztag egyik helyettes hadnagy tisztje (Kotecu Kione). Közel áll kapitányához, Unohanához. Megjelenése kellemese és nyugodt, személyisége pedig érzelmes.
Általános adatok:
- Születésnap: augusztus 2.
- Magassága: 187 cm
- Testsúlya: 70 kg
- Első megjelenés: 46. epizód az animében/13 kötet 109. fejezet a mangában.

Zanpakutó: Jégfelhő ("Itegumo")
Sikai: "Rohanj!"
A kard markolatának két oldalán egy-egy kisebb kard nyúlik ki, így leginkább egy háromágú tőrre hasonlít.
Bankai: Nincs.
- Japán szinkronhang: Jukana
- Angol szinkronhang: Stephanie Sheh
- Magyar szinkronhang: Kálmánfi Anita

### Jamada Hanataró
Hanataró a 4. osztag 7. tisztje, így feladata a gyógyítás. Egy véletlen folytán barátkozott össze Icsigóval, akit többször meg is gyógyított. Nagyon szereti Rukiát, így csatlakozott Icsigóékhoz a mentési akcióban. Később az emberek világában is kapott küldetést, Gandzsuval együtt. Halk szavú és kedves fiú, aki nagyon tiszteli a tőle magasabb rangúakat.
Általános adatok:
- Születésnap: április 1.
- Magassága: 153 cm
- Testsúlya: 45 kg
- Első megjelenése: 27. epizód az animében/11. kötet 92. fejezet a mangában.

Zanpakutó: "Hiszagomaru"
Sikai: Csak gyógyításra jó, harcra nem igazán. Ha a piros csík feltöltődik rajta, átalakul egy szikévé, ami kiengedi azt a sebesülési mértéket, amennyit elnyelt. Utána azonban olyan gyenge lesz, hogy maximum leveleket lehet vele megvágni.
Bankai: Nincs.
- Japán szinkronhang: Kóki Mijata
- Angol szinkronhang: Spike Spencer
- Magyar szinkronhang: Sánta László

### Iemura Jaszocsika
A 4. osztag harmadik tisztje, az Unohana alatt szolgáló mentőcsapat vezetője. Pozíciója ellenére a többi osztag 3. tisztjét a tiszteletteljes -szama jelzővel kell illetnie, amely azt jelentheti, hogy ő közöttük a legjelentéktelenebb. Egy naplót is vezet, amelynek néha elmeséli a tartalmát.

### Ogidó Harunobo
A 4. osztag 8. tiszje, egyben a mentőcsapat vezetőhelyettese.

## 5. osztag

### Hirako Sindzsi
Az 5. osztag kapitánya közvetlenül Aizen előtt és után. Kezdetektől fogva nem bízott Aizenben, csak azért választotta hadnagyának, hogy szemmel tarthassa. Sajnos túl későn jött rá mesterkedéseire, így ő is Vaizarddá vált, ami miatt el kellett hagynia a lelkek világát. Közeli viszonyban van Szarugaki Hijori-val, egyfolytában marják egymást. Sindzsi ismeretlen kapcsolatot ápol Icsigóval, amikor Jamamoto megkérdezte tőle, hogy kinek az oldalán áll, Sindzsi azt felelte, hogy sem a halálistenekén, sem Aizenén, hanem Kuroszaki Icsigo oldalán áll. Ezen kijelentése ellenére is visszakerülhetett a Lelkek Világába, ahol aztán újra az 5. osztag kapitánya lett. Halálisteni képességei mellett, mivel Vaizard, rendelkezik ceróval is.
Általános adatok:
- Születésnap: május 10.
- Magassága: 176 cm
- Testsúlya: 60 kg
- Első megjelenése: 109. epizód az animében/ 21. kötet 183. fejezet a mangában.

Zanpakutó: Szakanade (jelentése „ellencsapás”)
Sikai: "Zavard össze!"
Amikor kiengedi a pengéje fehér vagy átlátszó lesz, öt lyuk jelenik meg a közepén és egy gyűrű formálódik a vörös markolat aljánál. A penge egy szagot bocsát ki, mely felcseréli és megfordítja az ellenfél érzékeit.
Bankai: Nem ismert.

### Aizen Szószuke
Aizen az 5. osztag kapitánya volt, egészen árulásáig. Fiatalon Hirako Sindzsi alatt szolgált hadnagyként, és amikor felfedezte a Lélekbontó hatalmas erejét, kapitányát Vaizarddá változtatta, így ő emelkedett fel a kapitányi rangig. Minden vágya az lett, hogy újra megszerezhesse a Lélekbontót, mert azzal bármire képes lehetne, amit csak szeretne. Hatalomvágya miatt megrendezte saját halálát, hogy megkaparinthassa a Lélekbontót, s azzal Hueco Mundóba ment, hogy a lidérceket átalakítva létrehozza saját elit hadseregét. Végső célja a Lélekbontóval saját maga átalakítása is volt, hogy végezni tudjon a Lelkek Királyával, és a helyére ülve tulajdonképpen a világ ura lehessen.Végül Icsigo egy különlegesen erős támadással legyőzi, a halálistenek pedig húszezer éves börtönbüntetésre ítélik. A Wandenreich támadása idején Yhwach megkörnyékezi őt a hatalom ígéretével, de ő nemet mond; majd később Kjóraku kapitánynak köszönhetően kiszabadul, és segít neki megakadályozni, hogy a lelkek királyával végző Yhwach eljuthasson a palotába.
Általános adatok:
- Születésnap: május 29.
- Magassága: 186 cm
- Testsúlya: 74 kg
- Első megjelenése: 23. epizód az animében/9. kötet 79. fejezet a mangában.

Zanpakutó: Tükörholdvirág ("Kjóka Szuigecu")
Sikai: "Törj össze!"
Aizen lélekölő kardjával az abszolút hipnózis mestere. Képes becsapni az emberek mind az 5 érzékét és teljesen más képet mutatni, mint ami a valóságban van. Ha valaki már egyszer látta a kardját, amikor kiereszti az erejét, akkor élete végéig bármikor a hipnózis hatása alá lehet vonni. A hipnózisból csak úgy lehet kiszabadulni, ha megérintik a kard pengéjét (ezt Aizenen kívül csak Gin tudja).
Bankai: Nem ismert.
- Japán szinkronhang: Szó Hajami
- Angol szinkronhang: Kyle Hebert
- Magyar szinkronhang: Magyar Bálint

### Hinamori Momo
Az 5. osztag hadnagya, aki mély tiszteletet érez a kapitánya iránt, szinte isteníti őt. Mielőtt még halálisten vált volna belőle, már ismerte a 10. osztag kapitányát, Hicugaját. Rendzsivel és Kirával nagyon jó barátságban van. Nem tudja elfogadni Aizen árulását, amit volt kapitánya ki is használ, majd ledöfi őt. A lány ezt a csapást túléli, Majuri kapitánynak köszönhetően, és Hirako hadnagya lesz.
Általános adatok:
- Születésnap: június 3.
- Magassága: 151 cm
- Testsúlya: 39 kg
- Első megjelenése: 24. epizód az animében/10. kötet 80. fejezet a mangában.

Zanpakutó: Tűzszilva ("Tobiume")
Sikai: "Robbanj!"
Szellemi erővel teli gömböket alkot, ami az ellenség felé repül. Alakja egy kardra hasonlít, amelyből mintha szárak nőttek volna ki.
Bankai: Nincs.
- Japán szinkronhang: Szakuma Kumi
- Angol szinkronhang: Karen Strassman
- Magyar szinkronhang: Czető Zsanett

## 6. osztag

### Kucsiki Ginrei
110 évvel ezelőtt ő volt a Kucsiki-klán feje, egyben a 6. védelmi osztag kapitánya, Kucsiki Bjakuja nagyapja.

### Kucsiki Szódzsun
110 évvel ezelőtt ő volt a 6. osztag hadnagya, Kucsiki Bjakuja apja. Ő lett volna a védelmi osztag kapitánya az apja után, de betegségei és egy bevetés közben történt váratlan halála megakadályozták ebben.

### Kucsiki Bjakuja
A 6. osztag kapitánya, aki a 4 főnemesi család egyikének, a híres Kucsiki-háznak a sarja. Múltjáról nem sokat tudunk: volt egy felesége, Hiszana, aki betegség miatt meghalt, de előtte megkérte Bjakuját, hogy keresse meg a húgát, Rukiát. Így Bjakuja örökbe fogadta és húgaként nevelte a lányt. Ennek ellenére, mivel parancsba kapta, elfogja a lányt, mint árulót, és a Lelkek Világában börtönbe viteti. Végül Icsigo hatására rájön, hogy amit tett, helytelen, és segít nekik megmenteni Rukiát. Később, az Arrancarok elleni küzdelemben Hueco Mundóba utazik, ahol megmenti Rukiát Zommari Leroux-tól, majd segít Icsigónak a Yammy elleni harcban. A Fullbringerek felbukkanása idején ő az egyik halálisten, aki az erejét felhasználva segít visszaadni Icsigo halálisteni képességeit. A Wandenreich támadásakor szembeszáll Äs Nödt-tal, tévesen azt feltételezve, hogy nem tudják ellponi a bankai-ját, mert az védve van. A Quincy azonban mégis elveszi tőle, majd egy erős csapással végez vele. Mégsem hal meg, mert a királyi testőrség tagjai magukkal viszik a titokzatos 0. osztaghoz, ahol lassan felgyógyítják.
Általános adatok:
- Születésnap: január 31.
- Magassága: 180 cm
- Testsúlya: 64 kg
- Első megjelenése: 15. epizód az animében/6. kötet 51. fejezet a mangában.

Zanpakutó: Ezer virágszirom ("Szenbonzakura")
Sikai: "Hullj le!"
Több ezer apró pengére hasad szét a kard, melyek a csillogó fényben virágszirmokra hasonlítanak.
Bankai: "Ezer ragyogó virágszirom" ("Szenbonzakura Kagejosi")
Bjakuja elengedi kardját, amely egybe olvad a földdel, majd több ezer kard tűnik fel körülötte. Senki nem tudja ezeknek a pengéknek a számát és nem látja a mozgásukat, így nem is tudja kikerülni őket. A bankai végső formája a Fehér Birodalmi Penge ("Hakuteiken").
- Japán szinkronhang: Riótaro Okiaju
- Angol szinkronhang: Dan Waren
- Magyar szinkronhang: Czvetkó Sándor

### Sirogane Gindzsiró
Kucsiki Bjakuja első hadnagya volt, de visszavonult a posztjáról, miután egy sikeres szemüvegboltot kezdett el inkább vezetni.

### Sirogane Mihane
A 6. osztag kilencedik tisztje, Sirogane Gindzsiró lánya. Ő csak a Colorful Bleach című spin-off képregényben bukkan fel.

### Abarai Rendzsi
A 6. osztag hadnagya, aki piros hajával és arcát díszítő tetoválásaival kitűnik a többi halálisten közül. Rendzsi együtt nőtt fel Rukiával, így nagyon jó barátok. Amikor Icsigo meg akarja menteni Rukiát, a kivégzés napján Rendzsi mellé áll, és együtt szöktetik meg Rukiát. Azonban előtte Icsigo ellen is harcolt, aki legyőzte őt és Rendzsi súlyosan megsebesült. Miután felépült, szembeszállt saját kapitányával, Bjakujával, és elvesztette a csatát. A történet további folyamán Rendzsi fontos mellékszereplő lesz a sorozatban.
Általános adatok:
- Születésnap: augusztus 31.
- Magassága: 188 cm
- Testsúlya:78 kg
- Első megjelenése: 16. epizód az animében/6. kötet 51. fejezet a mangában.

Zanpakutó: Bestia ("Zabimaru")
Shikai: "Üvölts!"
Kardja megnyúlik, szelvényekre oszlik, így alakját kis mértékben, de változtathatja. Bestia igazi alakját is megismerhetjük később: egy pávián, aminek kígyó farka van.
Bankai: "Kígyófejű Bestia!" ("Hihió Zabimaru")
Kígyófejű Bestia egy hatalmas, csontszerű részekből álló kígyótest. Rendzsi a lélekenergiájából táplálja, így ha darabokra is hullik, újra össze tudja állítani a kígyó testét. Végső támadása: Bestia Csontágyú.
- Japán szinkronhang: Itó Kentaró (Kiucsi Rejkó – gyerek)
- Angol szinkronhang: Wally Wingert
- Magyar szinkronhang: Kolovratnik Krisztián

### Rikicsi
A 6. osztag ismeretlen tisztje, aki a Rendzsi-imádók csapatának vezetője, csak az iránta érzett csodálata miatta csatlakozott az osztaghoz. Amikor a manga elején Bjakuja és Rendzsi összecsapnak, Rikicsi engedi ki Hanatarót a börtönből, hogy Rendzsit meggyógyítsa.

### Kucsiki Kóga
Kizárólag az animében látható, a 6. osztag 3. tisztje volt a távoli múltban, egy tehetséges és ambiciózus halálisten, aki hamar a befolyásos Kucsiki-klánban találta magát. Lélekölő kardja, Muramasza, különleges képességek birtokosa volt, amely három, polgárháborút kirobbantó halálistennek nem tetszett, ezért ráfogtak egy kegyetlen gyilkosságot. Börtönbe vetették, és bár tisztázta magát a vádak alól, Muramasza előbb végzett a három kapitánnyal, majd vad pusztításba kezdett, Kóga kérése ellenére. Jamamoto főkapitány elzárta egymástól a mestert és a kardot, évszázadokra. Amikor Muramasza ismét felbukkant és megkezdte a harcát mesteréért, az szembefordult vele, és végül egy Bjakujával folytatott összecsapásban vesztette életét.

## 7. osztag

### Komamura Szadzsin
Komamura kicsit kilóg a halálistenek közül, ugyanis arca nem emberi. A vérfarkas klán tagja volt, akiket annak idején száműztek az állatok világából bűneik miatt, és ilyen alakot öltöttek. Nagyon hálás a főkapitánynak, amiért kinézete ellenére befogadta és halálistent faragott belőle. Komamura nagyon erős, de szelíd halálisten, az egyik legpozitívabb szereplő. Eleinte szégyellte külsejét és egy maszkkal rejtette el azt, de a Zaraki Kenpacsival vívott harc során végre elég ereje lett, hogy felvállalja az arcát. Jó barátságot ápolt Tószen kapitánnyal, ám amikor barátjáról kiderült, hogy Aizen szövetségese, nagyon megharagudott rá és mélyen csalódott benne. Később össze is csap vele, míg Hiszagi meg nem öli őt.A Wandenreich támadása alatt Bambietta Basterbine-nal harcol, aki ellopja a bankai-ját. Ezután felkeresi a vérfarkasok ősapját, aki új technikákat tanít neki: a Bambiettával való második összecsapása alatt képes lesz visszaszerezni a bankai-ját, sőt ideiglenesen emberalakot ölt, amelyben közel sérthetetlen lesz, a szívének árán.
Általános adatok:
- Születésnap: augusztus 23.
- Magassága: 288 cm
- Testsúlya: 301 kg
- Első megjelenése: 24. epizód az animében/10. kötet 81. fejezet a mangában.

Zanpakutó: Szent bosszú ("Tenken")
Sikai: "Szent bosszú!"
Bankai: "Szent bosszú királya!" ("Kokudzsó Tengen Mjóó")
Segítségével megidéz egy hatalmas harcost, aki Komamura minden mozdulatát utánozza.
- Japán szinkronhang: Inada Tecu
- Angol szinkronhang: J.B. Blanc
- Magyar szinkronhang: Elek Ferenc

### Iba Tecuzaemon
Iba a 7. osztag hadnagya, jólelkű ember, aki nagyon tiszteli kapitányát, Komamurát. Legjobb barátja a 11. osztag 3. tisztje, Madarame Ikkaku. Mindig napszemüvegben láthatjuk, melyből gyűjteménye is van. A Wandenreich háború utáni időszakban ő lett a 7. osztag kapitánya.
Általános adatok:
- Születésnap: július 18.
- Magassága: 182 cm
- Testsúlya: 68 kg
- Első megjelenése: 24. epizód az animében/10. kötet 80. fejezet a mangában.

Zanpakutó: Iba zanpakutójának neve és képességei ismeretlenek. Eredeti alakjában, úgy néz ki, mint egy tantó. A markolata piros. Iba általában a halálisten egyenruhájában tartja (a markolattal, ami kilóg).
Sikai: Iba zanpakutójának sikai-ja inkább egy nagy handzsárra emlékeztet, egy kiugrással, kis távolságra a kard csúcsa alatt.
Bankai: Nincs.
- Japán szinkronhang: Nisi Rintaro
- Angol szinkronhang: Steve Cassling
- Magyar szinkronhang: Élő Balázs

### Ikkanzaka Dzsirobo
Dzsirobo Dzsidanbonak, a Tiszta Lelkek Városának egyik kapuőrének öccse. Isida és Orihime ellen harcolt az animében.
Általános adatok:
- Születésnap: november 9.
- Magassága: 231 cm
- Testsúlya: 172 kg
- Első megjelenése: 28. epizód az animében/11. kötet 89. fejezet mangában.

Zanpakutó: Hasító holló ("Cunzakigaraszu")
Sikai: "Szárnyalj szabadon!"
A kard számtalan táncoló késsé (leginkább dobócsillagokra hasonlítanak) változik, amelyek körülveszik az ellenfelét.
Bankai: Nincs.
- Japán szinkronhang: Nakata Kazuhiro
- Angol szinkronhang: Peter Lurie
- Magyar szinkronhang: Bicskey Lukács

### Kocubaki Dzsinemon
110 évvel ezelőtt ő volt a 7. osztag hadnagya Aikava Love alatt. Ő Kocubaki Szentaró apja. Elhagyta a pozícióját, ismeretlen okok miatt.

## 8. osztag
Korábban az osztag tagja volt Kjóraku Sunszui kapitány, és hadnagya, Isze Nanao, a Wandenreich elleni küzdelem során azonban mindketten az 1. osztagba kerültek át. Így a Bleach utolsó történetszálában az osztagnak nincs se kapitánya, se hadnagya.

### Jadomaru Lisza
Korábban Kjóraku kapitány hadnagya volt, akit a hozzá nagyon hasonló Isze Nanao követett. Szemüveges, hosszú hajú nő, iskolás matrózblúzba öltözve. Elég temperamentumos, és szeret erotikus mangákat olvasni. Aizen mesterkedései miatt ő is Vaizarddá vált, így el kellett hagynia a Lelkek Világát.
Zanpakutó: Haguro Tonbo

### Endódzsi Tacufusza
A 8. osztag 3. tisztje. Amikor Icsigo és barátai először hatoltak be a lelkek világába, ő is szembeszállt velük, méghozzá Chad-dal, aki szégyenszemre legyőzte őt.

## 9. osztag

### Muguruma Kenszei
A 9. osztag kapitánya közvetlenül Tószen előtt és után. Egy fiatal, közepes termetű férfi, világosszürke hajjal és arany piercinggekkel a szemöldökén és a fülén. A hasára egy „69”-es szám van tetoválva, mely Hiszagi Súheinek több önbizalmat adott, miután Kenszei megmentette fiatal korában s kapott tőle egy ilyen szimbolikus ajándékot. Összehasonlítva a többi vaizarddal, Kenszei sokkal komolyabb karakter. Meglehetősen indulatos, hamar felidegesíthető, különösen Masiro gyerekes viselkedését nem tűri.
Általános adatok:
- Születésnap: július 30.
- Magassága: 179 cm
- Testsúlya: 75 kg
- Első megjelenése: 122. epizód az animében/24. kötet, 214. fejezet a mangában.

Zanpakutó: Tacsikaze (jelentése: földhasító szél)
Shikai: "Fújd el!"
A kardja egy harci késsé változik át. Amíg ebben a formában van, Kenszei képes lélekenergiával megtölteni és kilőni a pengéből. Tacsikaze emellett képes manipulálni a szelet, látható volt, ahogy Kenszei több szélpengét használt, melyekkel rögtön végzett egy lidérccel.
Bankai: "Tekken Tacsikaze"
A harci kés átalakul és mindkét kezében egy kétpengés, bronz boxer jelenik meg, mely kapcsolódik egy szövetszerű anyaghoz, ami körbekötözi mindkét karját és egy ívet képez a feje körül. Képessége az, hogy ha megüt valakit azt addig éri az ütés ereje, ameddig ott van az ökle.

### Kuna Masiró
Kenszei hadnagya volt, míg őt is Vaizarddá nem alakították és száműzték. Egy zöld hajú, életvidám lány, aki szuperhősökre hasonlító jelmezben flangál. Nagyon erős, már az első próbálkozásakor képes volt tizenöt órán keresztül harcolni a lidércmaszkja uralásával. Mivel ilyen erős, inkább a pusztakezes harc híve, lélekölő kardját, ha van is neki, eddig még nemigen mutatta be.

### Tószen Kaname
Tószen a 9. osztag kapitánya volt, szelíd lelkű halálistenként ismertük meg, aki vakságából adódóan kedves és nem szereti a harcot. A béke útját követte világéletében, de egy törés miatt csalódott az elveiben (a halálistenek nem büntették meg példásan a barátja gyilkosát), és a legkevesebb véráldozattal járó útra lépett. Ez vezette el odáig, hogy elárulja a halálisteneket is. Később kiderül, hogy Aizen szövetségese, így lehull róla az álca. Legjobb barátja Komamura kapitány, ám őt is elárulta azzal, hogy Aizen mellé állt. Hueco Mundóba távozik Aizennel, majd később, ebben az időben, egy lidérc-hibriddé alakul. Karakura városában ebben a formájában száll harcba, ám annyira eksztázisba esik attól, hogy ebben az alakjában képes látni, hogy Hiszagi könnyűszerrel végez vele. Halála előtt visszaváltozik emberré, és a teste szétrobban.
Általános adatok:
- Születésnap: november 13.
- Magassága: 176 cm
- Testsúlya 61 kg
- Első megjelenése: 24. epizód az animében/10. kötet 81. fejezet a mangában.

Zanpakutó: Acélszárny ("Szuzumusi")
Sikai: "Pendülj!"
Második fokozata: "Sáskaraj". Kardja megsokszorozódik és lecsap az ellenségre.
Bankai: "Acélszárny végső fokozat: pokol kaptár!" ("Szuzumusi Cuisiki: Enma Kórogi")
Lefed egy területet, aminek belsejében teljes sötétség van, így az ellenség érzékei nem működnek.
- Japán szinkronhang: Morikava Tosijuki
- Angol szinkronhang: David Rasner
- Magyar szinkronhang: Barát Attila

### Hiszagi Súhei
Tószen hadnagya, aki egy becsületes és harcos természetű halálisten. Nagyon bántja kapitánya árulása. Arcán egy tetoválás látható, a 69-es szám, amit az előző kapitány, Mugurama Kenszei tiszteletére hord, mert gyerekkorában megmentette az életét. Az arcán látható vágást egy lidérccel való csatában szerezte. Tószen távozása után ő látta el a kapitány helyettesítésével járó feladatokat.
Általános adatok:
- Születésnap: augusztus 14.
- Magassága: 181 cm
- Testsúlya: 67 kg
- Első megjelenése: 21. epizód az animében/9. kötet 72. fejezet a mangában.

Zanpakutó: Szélmetsző "Kazesini"
Sikai: Kaszájl!
Alakja két kaszához hasonlít amely össze van kötve egy lánccal.
Bankai: Nincs.
- Japán szinkronhang: Konisi Kacujuki
- Angol szinkronhang: Steve Staley
- Magyar szinkronhang: 1. Mesterházy Gyula, 2. Beszterczey Attila

## 10. osztag

### Kuroszaki Issin
Mielőtt felvette volna a felesége vezetéknevét, Siba Issin volt, két évtizeddel a történet kezdete előttig a 10. osztag kapitánya. Kapcsolata a Siba-klánnal nem tisztázott, mint ahogy az sem, hogy Icsigo miért hasonlít annyira Siba Kaien-re, egy másik, már elhunyt klántagra. Tevékenységéről sokat nem tudunk, de annyi bizonyos, hogy egy napon megmentette Kuroszaki Maszaki életét, akire, mint Quincyre, rátámadt Aizen egyik lidérce. Mivel a lidérc megharapta a lányt, ezért lassan ő is azzá kezdett változni, de Issin megmentette az életét azzal, hogy feladta halálisteni erejét és hozzákötötte a lelkét az övéhez. Így az emberi világban maradt, elvette feleségül Maszakit, akitől három gyermeke született. Miután Maszaki meghalt egy újabb lidérctámadásban, Issin visszaszerezte erőit, de halálisten mivoltát titkolta a családja előtt, egészen addig, míg az Arrancarok érkezésekor bosszút nem állt a gyilkoson, Grand Fisheren. Issin elmeséli fiának egész élettörténetét, és azt, hogy ő azért olyan különleges Aizen szemében, mert egy halálisten és egy Quincy gyereke. Bár Issint rendszeresen leüti a fia, visszatérő gegként, valójában nagyon erős.
Általános adatok:
- Születésnap: december 10.
- Magassága: 186 cm
- Testsúlya: 80 kg
- Első megjelenése: a manga és az anime 1. részében

Zanpakutó: Metsző hold ("Engecu"), mely nagyon hasonló Icsigo kardjához.
Sikai: "Égmetsző holdagyar" (Gecuga Tensó)
Bankai: nem ismert, de Aizen céloz rá, hogy annyira Issin erejéhez van kötve, hogy ha súlyosan megsérül, akkor használhatatlan.

### Hicugaja Tosiró
Hicugaja a legfiatalabb kapitány a halálistenek között, egy igazi csodagyerek. Ruházata általában egyszerű, nem szokott magán ékszereket és egyebet viselni. Alacsony termete és szürke haja miatt sokszor ugratják. A halálistenek közül ő az egyik, aki a hátán hordja a lélekölő kardját (a másik Icsigo). Hinamori Momoval, az 5. osztag hadnagyával már régóta ismerik egymást, nagyon jó barátok. Gyanítja, hogy Icsimaru Gin rosszban sántikál, ezért megpróbál utánajárni a dolgoknak. Megpróbál beszélni a Negyvenhatok Tanácsával, hogy megakadályozza Rukia véres kivégzését, de döbbenten látja, hogy mindannyiukkal végeztek – méghozzá Aizen. Megpróbálja megtámadni Aizent, sikertelenül. Később, az Arrancarok támadásakor ő az egyik halálisten, akit Karakurába küldenek feltartóztatni a támadásukat, de a növekvő veszély láttán visszatér a Lelkek Világába segítségért. Nagyon aggódik Hinamoriért, amikor látja, hogy Aizen megpróbálja manipulálni őt. Meg akarja védeni a lányt, ezért a végső összecsapásban megküzd Aizennel, de az legyőzi őt. Hicugaja mindazonáltal túléli az akciót. A Fullbringerek színrelépésekor ő az egyik halálisten, aki erőt ad Icsigónak, majd megküzd az egyik Fullbringerrel, Yukio Hans Vorarlbenával. A Wandenreich támadása során Cang Du ellopja a bankai-ját, amit csak Kiszuke Urahara segítségével tud tőle visszaszerezni. Ennek ellenére a harc az életébe kerül – bár Kurocusi Majuri őt is feltámasztja élőhalottként, hogy segítse a harcukat.
Általános adatok:
- Születésnap: december 20.
- Magassága: 133 cm
- Testsúlya: 28 kg
- Első megjelenése: 24. epizód az animében/10. kötet 81. fejezet a mangában.

Zanpakutó: Jégförgeteg ("Hjórinmaru")
Sikai: "Urald a fagyos égboltot!"
Megfagyasztja az ellenséget egy óriási jégcsóvával.
Bankai: "Tomboló jégförgeteg!" ("Dajguren Hjórinmaru")
Hicugaja hátára jégből szárnyak nőnek, lélekenergiájából pedig létrejön a víz és jég sárkánya, amely képes befolyásolni az időjárást. Ez a legerősebb jég típusú lélekölő kard. Legerősebb képessége, hogy havazást idéz elő. Ha ellenfelére 100 pehely hullik, akkor az egy jégvirággá fagy.
- Japán szinkronhang: Paku Romi
- Angol szinkronhang: Steve Staley
- Magyar szinkronhang: Előd Álmos

### Macumoto Rangiku
Macumoto a 10. osztag hadnagya. Régóta ismeri Hicugaját, akivel elég közvetlen stílusban beszél, hiába a kapitánya. Méretes mellei, csinos külseje és kislányos természete miatt gyakran kerül poénos helyzetekbe. Macumoto volt az egyetlen személy, akivel Icsimaru Gin jól kijött, mert gyerekkoruk óta barátok voltak. Gin titokban meg akarta bosszulni Aizen-en, hogy megkínozták Rangikut, az egyetlen embert, akihez kötődött.
Általános adatok:
- Születésnap: szeptember 29.
- Magassága: 172 cm
- Testsúlya: 57 kg
- Első megjelenése: 24. epizód az animében/10. kötet 80. fejezet a mangában.

Zanpakutó: Szürke macska ("Haineko")
Sikai: "Mordulj!"
Macumoto parancsára a kard hamuvá válik (ami tulajdonképpen sok-sok apró penge) és amihez hozzáér, azt szétvágja (tulajdonsága Kucsiki Bjakuja kardjához hasonlít).
Bankai: Nincs.
- Japán szinkronhang: Macutani Kaja
- Angol szinkronhang: Megan Hollingshead (Wendee LEE)
- Magyar szinkronhang: Sági Tímea

### Takezoe Kókicsiró
A 10. osztag hetedik tisztje Hicugaja kapitánysága alatt. Nem sokat szerepel egyik műben sem, egyszer megemlítik a nevét, amikor Hicugaja és Rangiku Aizen megöléséről beszélgetnek, illetve ekkor tájékoztatja a kapitányt, hogy a foglyok megszöktek a börtönből.

## 11. osztag

### Kigandzsó Kenpacsi
Zaraki előtt ő volt a 11. osztag kapitánya, a tizedik Kenpacsi. Kapitánysága idején kapta új keresztnevét, előtte Goszuke volt. Száztíz évvel a Bleach eseményei előtt volt a kapitány, ugyanolyan vérszomjas volt, mint az előző kapitányok, viszont meglehetősen lusta is. Tisztét Zaraki ellen vesztette el, ugyanis 200 ember jelenlétében végzett vele.

### Zaraki Kenpacsi
A Peremvidék 80. kerületéből jött, Zarakiból, ahol igazán kemény volt az élet. Vándorlásai közben talált rá egy kislányra, Jacsirura, akit egy másik Kenpacsi, Unohana után nevezett el – s innentől ők ketten elválaszthatatlanok lettek. Élete a harc, célja, hogy ő legyen a legerősebb halálisten. Szemkötője egy speciális eszköz, ami "megeszi" hatalmas lélekenergiája egy részét. Elég arrogáns személyisége van, mindenkivel meg akar küzdeni, akit erősebbnek gondol magánál. Kapitányi rangját is úgy kapta meg, hogy harcban legyőzte a 11. osztag előző kapitányát. Icsigóhoz hasonlóan ő sem képes érzékelni mások lélekenergiáit. Lélekölő kardját ellopta egy holttest mellől, és a saját szájíze szerint formálta át. Ez okozza az egyik nagy nehézséget is számára: mivel a kard nem az övé volt, így nem ismeri a nevét, nem tudja elérni a shikai illetve bankai állapotot sem. Zaraki Icsigóék első látogatása idején kerül először szembe a csapattal. Ő és Icsigo vérre menő küzdelmet folytatnak, amely döntetlennel zárul. Később a formálódó káoszban mintegy segít a betolakodóknak fellépésével. Icsigo és közte kialakul egy kapocs, mert úgy tartja, hogy ő az egyetlen igazi méltó ellenfele. A Bountok inváziója során megöli korábbi tisztjét, az áruló Icsinosze Makit. Az Arrancarok elleni küzdelemben ő is Hueco Mundóba utazik, hogy segítsen Icsigónak. Egyedül Nnoitra az az espada, aki képes őt megállítani, de mivel harc közben leszakad a szemkötője, a megnövekedett lélekenergiája miatt győzni tud. Később ő és Bjakuja együtt győzik le Yammy-t, a legerősebb Espadát. A Fullbringer saga során ő az egyik, aki energiát ad Icsigónak, hogy újra halálisten lehessen, és harcba is száll az Xcution ellen, megölve Kucuzava Girikót. A Wandenreich támadása során elemében ven: három Stern rittert is levág könnyűszerrel, de elbizakodottságában Yhwach-hal is megküzd, sikertelenül. Végül felépül, és Unohana kapitány küzd meg vele, hogy a hosszú harc végén legyen elég ereje, és felfedezze a kardja nevét, amivel még erősebb lehet. Sikerrel is jár, így a második invázió során újult erővel veti bele magát a harcba, ahol komoly sérüléseket szerez.
Általános adatok:
- Születésnap: november 19.
- Magassága: 202 cm
- Testsúlya: 90 kg
- Első megjelenése: 20. epizód az animében/8. kötet 65. fejezet a mangában.

Zanpakutó: Nozarasi (Viharsebzett)
Sikai: Nyeld el! A tökéletes penge ami mindent átvág, külsőre leginkább egy kalapácsra emlékeztet.
Bankai: Egy nagyon különös Bankai, egyelőre még nincs teljesen kifejlesztve és a neve is ismeretlen. Gyakorlatilag olyan, mintha a Bankai erejének forrása, a hadnagya, Jacsiru lenne. A kardon látszólag szinte semmi változás nincs, Zaraki ereje és gyorsasága viszont brutálisan megnő. Maga Zaraki külseje megváltozik, bőre démoni vörössé válik, szarvai nőnek (egyfajta onivá, japán ördöggé válik) és öntudatát elvesztve, "ösztönösen" harcol.
- Japán szinkronhang: Tacsiki Fumihiko
- Angol szinkronhang: David Lodge
- Magyar szinkronhang: Barabás Kiss Zoltán

### Kuszadzsisi Jacsiru
Jacsiru a 11. osztag hadnagya, egy rózsaszín hajú kislány. Nagyon jó barátságot ápol Kenpacsival, akivel Kuszadzsisben találkozott. Zaraki adta neki a Jacsiru nevet. Életvidám természete van, szeret beceneveket adni másoknak. Méretéhez képest nagyon erős és gyors, és nagy a lélekenergiája. A cselekmény során kiderül, hogy a valóságban ő Kenpacsi lélekölő kardjának a megtestesülése, ezért aztán amikor a Wandenreich elleni küzdelemben be kell vetnie a bankai-t, Jacsiru az életét adja ezért.
Általános adatok:
- Születésnap: február 12.
- Magassága: 109 cm
- Testsúlya: 15 kg
- Első megjelenése: 25. epizód az animében/10. kötete 83. fejezet a mangában.

Zanpakutó: Szampo Kendzsu (háromlépéses kardszörnyeteg)
Egy másoló kard. A penge előtt és után is lemásolja Yachiru mozdulatát, ezért még ha el is téveszti a célpontot, az akkor is célba talál.
Sikai: Gyere elő!
Bankai: Nem került bemutatásra
- Japán szinkronhang: Mocsizuki Hiszajo
- Angol szinkronhang: Stevie Bloch
- Magyar szinkronhang: Pekár Adrienn

### Madarame Ikkaku
Ikkaku a 11. osztag 3. tisztje, erős és harcos természetű. Kopasz feje miatt sokszor ugratják, amire általában nagyon idegesen reagál. A tisztek közül ő a legelső és egyetlen, aki használni tudja a bankai-t, habár ezt mindenki előtt titokban tartja. Jó barátságot ápol Ajaszegava Jumicsikával. Bár elég erős ahhoz, hogy akár a kapitányi címet is elnyerje, Ikkaku egyetlen vágya a Zaraki osztagban szolgálni.
Általános adatok:
- Születésnap: november 9.
- Magassága: 182 cm
- Testsúlya: 76 kg
- Első megjelenése: 26. epizód az animében/10. kötet 85. fejezet a mangában.

Zanpakutó: Démonláng ("Hózukimaru")
Sikai: "Lobbanj fel!"
Madarame kardja alabárddá változik, de képes 3 részes szanszecukonná is átváltozni ("Hasadj meg, Démonláng").
Bankai: "Sárkánycímeres Démonláng!" ("Rjúmon Hózukimaru")
Óriási méretű bankai. Három hatalmas pengéből áll: kettővel harcol, egy pedig a feje felett található, ez a legfontosabb penge. Ezen a legfelső pengén egy sárkány alakja rajzolódik ki, amely ha vörösre változik, eléri a legpusztítóbb erejét.
- Japán szinkronhang: Hijama Nobujuki
- Angol szinkronhang: Vic Mignogna, Richard Cansino (105. epizód)
- Magyar szinkronhang: 1. Csőre Gábor, 2. Bartucz Attila

### Ajaszegava Jumicsika
A 11. osztag ötödik tisztje, aki páváskodó és metroszexuális természetével együtt jó harcos is. Ki nem állhatja azt, ami a szemének nem kellemes, ha egy ellenfelet ocsmánynak talál, oda se hajlandó nézni. Ikkakuval jó barátságban van.
Általános adatok:
- Születésnap: szeptember 19.
- Magassága: 169 cm
- Testsúlya: 59 kg
- Első megjelenése: 26. epizód az animében/10. kötet 85. fejezet a mangában.

Zanpakutó: Ezüst páva ("Fudzsi Kudzsaku"). Van egy másik alakja is): Azúrkék páva ("Ruríiro Kudzsaku"), de ezt titokban tartja, azért, mert az osztagban van egy megállapodás, miszerint lélekölő kardot csakis közvetlen támadásra használnak, a mágiahasználat kínos.
Sikai: "Szárnyalj!" (Jumicsika általában nem mondja ki a támadási parancsot, felbosszantva ezzel kardját, aki ezért nem képes az igazi alakját felvenni, így jön létre a négy kisebb kasza.)
Kardja több, egyforma méretű kaszává változik, eredeti formájában pávatollra emlékeztet. Képes lecsapolni az ellenfél szellemi energiáját.
Bankai: Nincs.
- Japán szinkronhang: Fukujama Dzsun
- Angol szinkronhang: Brian Beacock
- Magyar szinkronhang: 1. Bódy Gergő, 2. Molnár Levente

### Icsinosze Maki
Kizárólag az animében szereplő karakter. Kigandzsó Kanpacsi alatt szolgált, mint hadnagy, míg Zaraki meg nem ölte őt. Elkeseredésében elhagyta a Lelkek Világát és vándorolni kezdett. A sivatagban életére tört egy lidérc, akitől Karija Dzsin, a Bountok vezetője mentette meg. Tettéért hűséget esküdött neki, de Zaraki Kenpacsival szemben egész életre szóló gyűlöletet hordozott magában. Segített a Bountoknak bejutni a Lelkek Világába, de nem sokkal később Zaraki végzett vele.
Általános adatok: Nincs adat.
Zanpakutó: Szivárványköd ("Nijigasumi ")
Sikai: "Ragyogj be mindent!"
Icsinosze képes az ellenfele számára láthatatlanná válni, képessége egyfajta illúziókeltés.
Bankai: Nincs.
- Japán szinkronhang: Csiba Szuszumu
- Angol szinkronhang: Sam Regal
- Magyar szinkronhang: Zámbori Soma

### Aramaki Makizó
Egy eléggé félős, és szerencsétlen halálisten, akinek az osztag hadnagya, Jacsiru, mindenféle rögtönzött neveket ad (Makimaki, Cingárbajusz). Az első történet során keveredik bele a küzdelmekbe, amikor akaratán kívül részese lesz a behatolók és a halálistenek közti küzdelmeknek.
- Japán szinkronhang: Nagasima Júicsi
- Angol szinkronhang: J. B. Blanc
- Magyar szinkronhang: Albert Péter

## 12. osztag

### Kurocucsi Majuri
Kurocucsi a 12. osztag kapitánya, valamint a Kutatási és Fejlesztési Részleg igazgatója. Karrierjét 110 évvel ezelőtt kezdte, amikor a kissé narcisztikus, erőszakos, és pszichotikus figurát kihozta Kiszuke Urahara a börtönből, majd megörökölte a kapitányi pozíciót is. Ő készítette hadnagyát, Kurocucsi Nemut, majd a Quincykkel is kísérletezni kezdett. Jellegzetessége, hogy minden egyes történetszálban más és más díszes maszkot visel. A történet kezdetén Isida és közte alakult ki a feszültség, amikor a harc közben megtudta a fiú, hogy a halálisten rajtuk kísérletezgetett. Később a háttérbe vonul, és már csak a Hueco Mundo elleni csatában bukkan fel újra, amikor Szayelaporro Granzot győzi le, aki jellemben némiképp hasonlít rá. Halála után úgy dönt, hogy megvizsgálja a laboratóriumát, érdekességek után kutatva. A Wandenreich támadása során ő dolgozza ki az ellopott bankai-ok visszaszerzésének módját, valamit azt a módot, hogyan tud halott halálisteneket vagy Arrancarokat élőhalottként a szolgálatába állítani.
Általános adatok:
- Születésnap: március 30.
- Magassága: 174 cm
- Testsúlya: 54 kg
- Első megjelenése: 24. epizód az animében/10. kötet 81. fejezet mangában.

Zanpakutó: Aranyfejű démon ("Asisogi Dzsizó")
Sikai: Úgy néz ki, mint egy csecsemő, aranyszínű fejéből három irányban ágazódnak el a pengék. Képessége, hogy ellenfelét mozgásképtelenné teszi, ha megsebzi, azonban az érzékelését nem tompítja (tehát pl. ha megvágja valakinek a karját, akkor az ellenfél nem tudja mozgatni azt, de a fájdalmat érzi).
Bankai: "Mennyei arany démonlárva!" ("Kondzsiki Asiszogi Dzsizó")
Egy lárvára hasonlító lény gyerekfejjel, ami Majuri véréből mérgező gázt állít elő. Képes mozogni és fizikai támadások bevetésére is.
- Japán szinkronhang: Nakao Riúszej
- Angol szinkronhang: Terrence Stone
- Magyar szinkronhang: Varga Rókus

### Kurocucsi Nemu
A 12. osztag hadnagya, akit Kurocucsi készített egy póttest és egy módosított lélek felhasználásával. Önfeláldozó és ha kell, tűri a fájdalmat is, ugyanis úgy lett megtervezve, hogy túlélje még a halálos sérüléseket, vagy Majuri mérgeit. Emellett a póttest is tartalmaz bizonyos mennyiségű mérget, önvédelemből. Kapitánya sokszor megvetően és gorombán beszél vele, de ő ezt nem veszi magára, viszont ennek hatására kissé befelé forduló, visszahúzódó lett.
Általános adatok:
- Születésnap: március 30.
- Magassága: 167 cm
- Testsúlya: 52 kg
- Első megjelenése: 28. epizód az animében/11. kötet 93. fejezet a mangában.

Zanpakutó: Nem ismert.
Sikai: Nem ismert.
Bankai: Nincs.
- Japán szinkronhang: Kugimija Rie
- Angol szinkronhang: Megan Hollingshead
- Magyar szinkronhang: 1. Huszárik Kata, 2. Dögei Éva

## 13. osztag

### Ukitake Jusiró
A 13. osztag kapitánya, aki egy nyugodt, kedves ember, de sokat betegeskedik, és gyenge egészségi állapota miatt sokat kell pihennie. Hároméves korában egy veszélyes betegség támadta meg a tüdejét, amiből nem épült fel maradandóan, és a haja is emiatt fehéredett ki. Emiatt a harcokban is kevésbé tud részt venni, mint társai, de bölcsessége és lojalitása miatt közkedvelt a halálistenek körében. Kyoraku kapitány jóbarátja, ketten együtt a legidősebb kapitányok közé tartoznak, őket még Yamamoto főkapitány képezte ki. A Wandenreich elleni küzdelemben felajánlotta testét és szellemét annak az istenségnek, amely megmentette őt a betegségtől, hogy a Lelkek Királyának helyére kerülve megmentse a Lelkek Világát a pusztulástól.
Általános adatok:
- Születésnap: december 21.
- Magassága: 187 cm
- Testsúly: 72 kg
- Első megjelenése: 9. epizód az animében ( Flashback Rukia emlékszik vissza)/3. kötet 23. fejezet a mangában.

Zanpakutó: Ikerhalak parancsa ("Sogyo no Kotovari")
Sikai: " A tenger minden hulláma legyen az én pajzsom! Az ég minden villáma legyen az én kardom!"
Ez is egyike a különleges két kardos lélekölő kardoknak, a másik Kyoraku kapitány birtokában van. A két kard a markolatánál egy vörös vastag kötélzettel kapcsolódik össze, melyen talizmánok láthatók. Képességeinek egyike, hogy az ellenfél támadásait el tudja nyelni, és sebességét változtatva s közben felerősítve visszaverni azt.
Bankai: Nem ismert.
- Japán szinkronhang: Ishikawa Hideo
- Angol szinkronhang: Liam O'Brien
- Magyar szinkronhang: Király Attila

### Siba Kaien
Kaien egyike volt a legnagyszerűbb halálisteneknek, amíg egy lidérc meg nem szállta a testét, így Rukia megölte őt, felszabadítva ezzel a lelkét. Amikor a két testvére hírét vette a halálának (Siba Kúkaku és Siba Gandzsu), Rukiát okolták a testvérük haláláért, és mind a ketten szívből gyűlölték a lányt. Annak ellenére, hogy meghalt, nem vették el tőle a címét hivatalosan, így továbbra is a 13. osztag tisztje maradt. A hadnagyi teendőket Kotecu Kijone és Kocubaki Szentaro látják el. Testvérei Gandzsu és Kukaku. Hasonlósága Icsigóval meglehetősen feltűnő, de eddig nem lett tisztázva, hogy a közeli rokonságon túl ennek van-e más oka. Kaient a Metastacia nevű lidérc ölte meg, aki, miután Rukia végzett vele, visszakerült Hueco Mundóba. Itt Aaroniero Arluruerie, az egyetlen Gillian-szintű Espada kebelezte be őt, s így szert tett Kaien kinézetére és képességeire, ami Rukiát különösen nehéz helyzetbe hozta, amikor újra meg kellett vele küzdenie.
Általános adatok:
- Születésnap: október 27.
- Magassága: 183 cm
- Testsúly: 68 kg
- Első megjelenése: 25. epizód az animében/10. kötet 83. fejezet a mangában.

Zanpakutó: Tengervirág ("Nedzsibana")
Sikai: "Korbácsold a hullámokat!"
Kardja a tenger hullámait idézve vízzé változik.
Bankai: Nincs.
- Japán szinkronhang: Seki Tosihiko
- Angol szinkronhang: Kim Strauss (49. epizód), Dave Mallow (153. epizód), Kyle Hebert
- Magyar szinkronhang: Bolba Tamás

### Siba Mijako
A 13. osztag 3. tisztje, és Kaien felesége volt. Metastacia, a lidérc áldozata lett.

### Kotecu Kijone és Kocubaki Szentaro
Kiyone a 4. osztag hadnagyának, Isane Kotetsunak a húga. Sentaroval mindig vitatkoznak, hogy ki a leghűségesebb a kapitányához.
- Japán szinkronhang: Nishimura Tsinami
- Angol szinkronhang: Jeannie Elias
- Magyar szinkronhang: 1. Wégner Judit, 2. Gerbert Judit, 3. Zadravecz Annamária
- Japán szinkronhang: Tócsika Kóicsi
- Angol szinkronhang: Patrick Seitz
- Magyar szinkronhang: Debreczeny Csaba

### Kucsiki Rukia
A tizenharmadik osztag egyik tisztje, a befolyásos Kuchiki-klán tagja, Bjakuja fogadott húga. A Bleach története azzal indul, hogy egy lidérccel folytatott balszerencsés küzdelem során kénytelen átadni halálisteni erejét Icsigónak, és amíg vissza nem kapja azt, addig egy póttestben kénytelen élni a Földön. Csakhogy mivel ez tiltott dolog, ezért Bjakuja és Abarai Rendzsi érte jönnek, hogy a Lelkek Világában börtönbe vessék és halálra itéljék. Icsigo és barátai utánaerednek, hogy megmentsék őt, és sikerrel is járnak – ám kiderül, hogy Aizen mesterkedése volt minden, ugyanis Rukia póttestében volt elrejtve a Lélekbontó, Kiszuke Urahara hatalmas erejű találmánya. Rukiát felmentik a vádak alól, és az Arrancarok elleni harcban már ő az, aki segít Icsigónak leszámolni az Espadákkal. Később ő lesz az egyik halálisten, aki energiát ad Icsigónak, hogy visszakapja halálisteni képességeit. A Wandenreich ellen vívott küzdelemben elsajátítja a bankai-t, és végez bátyjának orvtámadójával, Äs Nodt-tal.
Kardja: Sode no Sirayuki (Kristályhó leple)
A kard képessége három tánc
- Első tánc: Fehér Hold
- Második tánc: Hóvihar
- Harmadik tánc: Fehér kard
- Fehér fa (csak az animében)

Bankai: Hakka no Togame (a fehér köd ítélete)

### Juki Rjúnoszuke és Sino
Két halálisten, akik a Wandenreich betörése után azt a feladatot kapják, hogy Kurumadani Zennoszuke helyett tartsák szemmel Karakura városát.

## Nulladik osztag
Más néven a Királyi Testőrség. Egy titkos osztag, akiket a legjobb halálistenek közül választottak ki azért, hogy őrizzék a Lelkek Királyát és a palotáját. Mindegyikük alkotott valami különlegeset, amellyel felhívta magára az uralkodó figyelmét.

### Hjószube Icsibee
A Királyi Testőrség parancsnoka, más néven a "Valódi Néven Szólító Szerzetes". Őt tartják számon, mint a Lelkek Világában minden dolgok elnevezőjét. Ennélfogva tudja az összes lélekölő kard igazi nevét is, akkor is, ha a gazdája ezzel nincs tisztában. Icsibee kardja az Icsimondzsi (egyenes vonal), mely egy kalligráf ecset külsejével rendelkezik.

### Kirindzsi Tendzsiró
A Királyi Testőrség első tisztje, más néven a "Kelet Isteni Tábornoka", és a "Hőforrásdémon". Különleges képessége, hogy képes a meggyengült vagy tisztátalanná vált lélekenergiát megtisztítani, vagy újjal feltölteni a delikvenst. Ehhez hőforrásokat használ, amely technikát Urahara is lemásolt, gyengébb változatban. Valamikor egy védelmi osztag kapitánya volt, és sok gyógyítási fortélyt tanult tőle Unohana Kapitány.

### Nimaija Óecu
Más néven a "Kard Istene", aki a lélekölő kardok feltalálója. Ő készíti az aszaucsit, azaz a kardok alapváltozatát minden halálisten számára. Az aszaucsi segítségével a kard bármilyen formájúvá és képességűvé gyúrható, a felhasználótól függően.

### Sutara Szendzsumaru
Más néven a "Nagy Takácsőr", aki a halálistenek fekete egyenruháját készíti. Számtalan mesterséges kezével bármit képes megalkotni, emellett egy bérgyilkosokból álló osztag is a rendelkezésére áll.

### Hikifune Kirio
Más néven a "Gabona Úrnője", a mesterséges lelkek feltalálója. Képes arra, hogy a meggyengült lelkeket feltöltse táplálékkal, de ehhez magának is fel kell szednie egy rakás hájat, ami eltorzítja az egyébként karcsú és fiatalos külsejét. Mielőtt előléptették volna, a 12. osztag kapitánya volt, Szarukagi Hijori pedig az ő hadnagya volt. Előléptetése annyira titkos volt, hogy senki nem tudta, mi lett vele.